# Gandalf (ban nhạc Mỹ)
Gandalf là một nhóm nhạc psychedelic rock được thành lập năm 1965 tại New York với tên gọi ban đầu là Rahgoos, bao gồm tay guitar Peter Sando, tay bass Bob Muller, keyboard Frank Hubach và tay trống Davy Bauer.
Gandalf  ký một hợp đồng ghi âm với hãng Capitol Records vào năm 1967. Nhà sản xuất Koppelman và Rubin khồng hài lòng với tên gọi ban đầu và đã đề nghị nhóm đổi sang một cái tên khác là Knockrockers. Tuy nhiên Peter Sando bình luận rằng bọn họ "ghét cái tên đó  những cái tên phổ biến khác". Dù vây, sau đề xuất của Davy Bauer, cả nhóm đã quyết định chuyển tên thành "Gandalf and the Wizards" và sau đó là cái tên rút gọn "Gandalf", chấp nhận sẽ mất đi một lượng người hâm mộ đã quá quen thuộc với cái tên cũ.
Gandalf tiến hành thu âm sản phẩm đầu tiên và cũng là sản phẩm duy nhất cùng năm đó. Các ca khúc được sang tác bởi Tim Hardin, Eden Ahbez và Bonner & Gordon (tác giả của Happy Together), cũng như tác phẩm do tay guitar Peter Sando thực hiện. Tuy nhiên, nhóm đã bị công ty chủ quản là Capitol bỏ bê và chỉ thực sự phát hành album vào năm 1969 với những bản thu lỗi. Các ấn phẩm này sau khi ra mắt đã bị thu hồi và đe dọa sự nghiệp của cả nhóm. Capitol cũng không hề có các chiến dịch quảng bá khác và điều này đã khiến số lượng tiêu thụ của album rất đáng thất vọng. Tuy
nhiên, nhiều năm sau, các giá trị của album đã được ghi nhận và album được tái phát hành bởi hãng thu âm Sundazed vào năm 2012.

## Các thành viên
·      Peter Sando - guitar
·      Frank Hubach - keyboard
·      Bob Muller – guitar bass
·       Davy Bauer - trống

## Các album

### Gandalf (1968)
1.    "Golden Earrings" (Ray Evans/Jay Livingston/Victor Young cover)
2.    "Hang On To A
Dream" (Tim Hardin cover)
3.    "Never Too Far" (Hardin)
4.    "Scarlet
Ribbons" (Evelyn Danzig/Jack Segal cover)
5.    "You Upset The Grace Of Living" (Hardin)
6.    "Can You Travel In The Dark Alone" (Peter Sando)
7.    "Nature Boy" (Eden Ahbez cover)
8.    "Tiffany Rings" (Garry Bonner/Alan Gordon cover)
9.    "Me About You" (Bonner/Gordon)
10.   "I Watch The Moon" (Sando)